# Michael Imperioli
James Michael Imperioli (Mount Vernon, 26 marzo 1966) è un attore e sceneggiatore statunitense.

## Biografia
Imperioli nasce a Mount Vernon, nello stato di New York, da una famiglia di origini italiane (più precisamente del Lazio e della Sicilia), figlio di Dominic Ralph Imperioli, detto Dan,  un autista di bus, oltreché attore amatoriale, e di Claire Linda Luzzi, un'attrice dilettante. È sposato dal 1995 con la produttrice Victoria Chlebowski, da cui ha due figli, Vadim (1997) e David (2001). Con la moglie ha dato vita a un teatro off-Broadway (lo Studio Dante). Tra le sue passioni la chitarra: canta e suona infatti in un complesso rock chiamato La Dolce Vita, in evidente omaggio all'indimenticato capolavoro felliniano.
Ha scritto il testo Pride, incluso nella pubblicazione New York Shots, per lo scrittore Gabriele Tinti e ha tenuto un reading del suo poema The Way of the Cross al Queens Museum of Art nel 2011. Nel 2018 pubblica il suo primo libro tradotto in Italia con il titolo Il profumo bruciò i suoi occhi dall'editore Neri Pozza. In passato è stato fidanzato con l'attrice Lili Taylor. È vegetariano, nonché un appassionato praticante di taekwondo da svariati anni.

### Carriera
Sul grande schermo le sue partecipazioni, in ruoli di caratterista, sono riferite a molti film (di cui ben 6 con Spike Lee): dopo la fulminea e scioccante apparizione nel ruolo di Spider nel capolavoro di Martin Scorsese Quei bravi ragazzi ha lavorato prevalentemente con Lee (Jungle Fever, Malcolm X, Clockers, Girl 6, Summer of Sam, Oldboy) specializzandosi soprattutto nel ruolo dell'italoamericano sbruffone. Ha partecipato anche a Bad Boys e ha prestato la voce in un episodio de I Simpson e in Shark Tale. Oltre a I Soprano è apparso in televisione anche nel ruolo del detective Nick Falco (rimpiazzo temporaneo del detective Ed Green) nella serie televisiva Law & Order. Nel 2008 ha fatto parte del cast di Life on Mars. Nel 2022 ha fatto parte del cast della seconda stagione di White Lotus nella parte di Dominic Di Grasso.

### Christopher Moltisanti
Dal primo episodio nel 1999 fino all'ultima stagione, Michael Imperioli ha dato vita al complesso e autodistruttivo, spesso struggente, personaggio di Christopher Moltisanti, rivelando inaspettate doti di recitazione, tanto che da personaggio di contorno diviene ben presto uno dei protagonisti della serie e uno dei personaggi più amati dal pubblico americano, anche per la sua relazione con l'avvenente Adriana La Cerva (interpretata da Drea de Matteo) durata ben 5 stagioni. Alcolista, tossicodipendente, innamorato di Adriana ma attirato da altre relazioni (su tutte, quella con Julianna), combattuto fra il sogno di diventare sceneggiatore (lo è anche nella realtà: ne I Soprano scrive 5 episodi, fra il 2000 e il 2004) e la fedeltà a Tony, suo capo ma anche esempio da imitare. Per il ruolo di Christopher ha vinto un Emmy nel 2004 ed è stato nominato per un Golden Globe: ha inoltre vinto 2  Screen Actors Guild Awards (1999 e 2007) per il miglior cast ne I Soprano.

### Vita privata
Imperioli ha contratto matrimonio con Victoria Chlebowski nel 1996. La coppia possiede una residenza nell’Upper West Side di Manhattan e, in passato, aveva una casa a Santa Barbara, in California; insieme hanno tre figli. Lui e la sua famiglia sono appassionati praticanti di Taekwondo. Nel 2008, Imperioli ha abbracciato il buddismo.
Imperioli è anche un grande appassionato della sitcom animata American Dad!, definendola più volte il suo programma televisivo preferito. In un episodio è apparso doppiando il personaggio di Fred, il padre di Roger.

## Premi e riconoscimenti
- 1 Emmy Award: 2004, Miglior attore non protagonista in serie drammatica;
- 2 Screen Actors Guild Award, 1999 e 2007, all'intero cast de I Soprano.

## Filmografia

### Attore

#### Cinema
- Conta su di me (Lean on Me), regia di John G. Avildsen (1989)
- A tutto rock (A Matter of Degrees), regia di W.T. Morgan (1990)
- Quei bravi ragazzi (Goodfellas), regia di Martin Scorsese (1990)
- Jungle Fever, regia di Spike Lee (1991)
- Presagio di morte (Fathers & Sons), regia di Paul Mones (1992)
- Malcolm X, regia di Spike Lee (1992)
- La notte che non c'incontrammo (The Night We Never Met), regia di Warren Leight (1993)
- Joey Breaker, regia di Steven Starr (1993)
- Verso il paradiso (Household Saints), regia di Nancy Savoca (1993)
- Scenes from the New World, regia di Gordon Eriksen e Heather Johnston (1994)
- Touch Base, regia di Tom Gilroy – cortometraggio (1994)
- Fratelli di sangue (Hand Gun), regia di Whitney Ransick (1994)
- Men Lie, regia di John A. Gallagher (1994)
- Amateur, regia di Hal Hartley (1994)
- Post Cards from America, regia di Steve McLean (1994)
- Trouble, regia di Carrie Blank – cortometraggio (1995)
- Bad Boys, regia di Michael Bay (1995)
- Ritorno dal nulla (The Basketball Diaries), regia di Scott Kalvert (1995)
- Clockers, regia di Spike Lee (1995)
- Dollari sporchi (Dead Presidents), regia di Allen Hughes e Albert Hughes (1995)
- The Addiction - Vampiri a New York (The Addiction), regia di Abel Ferrara (1995)
- Sweet Nothing, regia di Gary Winick (1995)
- Girl 6 - Sesso in linea (Girl 6), regia di Spike Lee (1996)
- Ho sparato a Andy Warhol (I Shot Andy Warhol), regia di Mary Harron (1996)
- Mosche da bar (Trees Lounge), regia di Steve Buscemi (1996)
- Ancora vivo - Last Man Standing (Last Man Standing), regia di Walter Hill (1996)
- Under the Bridge, regia di Charles Weinstein (1996)
- Ragazze di città (Girls Town), regia di Jim McKay (1996)
- A River Made to Drown In, regia di James Merendino (1997)
- The Deli, regia di John A. Gallagher (1997)
- Office Killer - L'impiegata modello (Office Killer), regia di Cindy Sherman (1997)
- Too Tired to Die, regia di Wonsuk Chin (1998)
- On the Run, regia di Bruno de Almeida (1999)
- S.O.S. Summer of Sam - Panico a New York (Summer of Sam), regia di Spike Lee (1999)
- Auto Motives, regia di Lorraine Bracco – cortometraggio (2000)
- Hamlet 2000 (Hamlet), regia di Michael Almereyda (2000)
- Love in the Time of Money, regia di Peter Mattei (2002)
- High Roller: The Stu Ungar Story, regia di A. W. Vidmer (2003)
- Il padre di mio figlio (My Baby's Daddy), regia di Cheryl Dunye (2004)
- Shark Tale, regia di Eric Bergeron, Vicky Jenson, Rob Letterman (2004) (voce)
- La vita interiore di Martin Frost (The inner life of Martin Frost), regia di Paul Auster (2007)
- The Lovebirds, regia di Bruno de Almeida (2007)
- Amabili resti (The Lovely Bones), regia di Peter Jackson (2009)
- The Call, regia di Brad Anderson (2013)
- Oldboy, regia di Spike Lee (2013)
- Vijay - Il mio amico indiano (Vijay and I), regia di Sam Garbarski (2013)
- Cantinflas, regia di Sebastiàn del Amo (2014)
- Primal, regia di Nick Powell (2019)
- Era mio figlio (The Last Full Measure), regia di Todd Robinson (2020)
- Quella notte a Miami... (One Night in Miami...), regia di Regina King (2020)
- I molti santi del New Jersey (The Many Saints of Newark), regia di Alan Taylor (2021) - voce
- Oh, Canada - I tradimenti (Oh, Canada), regia di Paul Schrader (2024)

#### Televisione
- NYPD - New York Police Department (NYPD Blue) – serie TV, episodio 2x04 (1994)
- New York Undercover – serie TV, episodio 3x24 (1997)
- Witness to the Mob – film TV (1998)
- L'amore prima di tutto (Disappearing acts) – film TV (2000)
- The Five People You Meet in Heaven – film TV (2004)
- Law & Order - I due volti della giustizia (Law & Order) – serie TV, 6 episodi (1996-2006)
- I Simpson (The Simpsons) – serie TV animata, episodio 18x01 (2006) (voce)
- I Soprano (The Sopranos) – serie TV, 86 episodi (1999–2007) – Christopher Moltisanti
- Un giorno ancora (Oprah Winfrey Presents: Mitch Albom's For One More Day) – film TV (2007)
- Life on Mars – serie TV, 17 episodi (2008-2009)
- Mercy – serie TV, episodio 1x11 (2010)
- La vita segreta di una teenager americana (The Secret Life of the American Teenager) – serie TV, episodio 3x08 (2010)
- Detroit 1-8-7 – serie TV, 18 episodi (2010-2011)
- Girls – serie TV, episodio 1x09 (2012)
- Terapia d'urto (Necessary Roughness) – serie TV, episodio 2x11 (2012)
- The Office – serie TV, episodio 9x21 (2013)
- Nicky Deuce, regia di Jonathan A. Rosenbaum – film TV (2013)
- Rake – serie TV, episodio 1x05 (2014)
- Californication – serie TV, 11 episodi (2014)
- Mad Dogs – serie TV, 10 episodi (2015-2016)
- Blue Bloods – serie TV, episodi 7x01-7x07 (2016)
- Lucifer – serie TV, episodi 2x05-2x13 (2016-2017)
- Dice – serie TV, episodio 2x06 (2017)
- Hawaii Five-0 – serie TV, 4 episodi (2015-2018)
- Escape at Dannemora – miniserie TV, episodio 1 (2018)
- Lincoln Rhyme - Caccia al collezionista di ossa (Lincoln Rhyme: Hunt for the Bone Collector) – serie TV, 10 episodi (2020)
- The White Lotus – serie TV, 7 episodi (2022)

### Sceneggiatore
- S.O.S. Summer of Sam - Panico a New York (Summer of Sam), regia di Spike Lee (1999)
- I Soprano (The Sopranos) – serie TV, 5 episodi (2000-2004)
- The Hungry Ghosts, regia di Michael Imperioli (2009)

### Produttore
- S.O.S. Summer of Sam - Panico a New York (Summer of Sam), regia di Spike Lee (1999) - produttore esecutivo
- Cabaret Maxime, regia di Bruno de Almeida (2018)
- American Godfathers: The Five Families – serie TV, 3 episodi (2024) - produttore esecutivo

### Regista
- The Hungry Ghosts (2009)

## Doppiatori italiani
Nelle versioni in italiano delle opere in cui ha recitato, Michael Imperioli è stato doppiato da: 
- Alessio Cigliano ne I Soprano, Amabili resti, Detroit 1-8-7, Vijay - Il mio amico indiano, Rake, Girls, Californication, Mad Dogs, Lincoln Rhyme - Caccia al collezionista di ossa, The White Lotus
- Christian Iansante in Mosche da bar, Life on Mars
- Massimo Rossi in Clockers, La zona grigia
- Roberto Gammino in Bad Boys, Oldboy
- Vittorio Guerrieri ne Il padre di mio figlio, Primal
- Francesco Prando in Law & Order - I due volti della giustizia
- Danilo De Girolamo in Law & Order - I due volti della giustizia (ep. 6x18)
- Fabrizio Manfredi in Quei bravi ragazzi
- Corrado Conforti in Ritorno dal nulla
- Fabrizio Vidale in Jungle Fever
- Massimo Lodolo in L'amore prima di tutto
- Francesco Pezzulli in Lucifer
- Simone Mori in Hamlet 2000
- Franco Mannella in Quella notte a Miami...
- Antonio Palumbo in Blue Bloods
- Alberto Caneva in Hawaii Five-0
- Gianfranco Miranda in Escape at Dannemora
- Gabriele Sabatini in Oh, Canada - I tradimenti

Da doppiatore è sostituito da:
- Massimo Lodolo in Shark Tale
- Alessio Cigliano ne I molti santi del New Jersey